# 拉玛七世

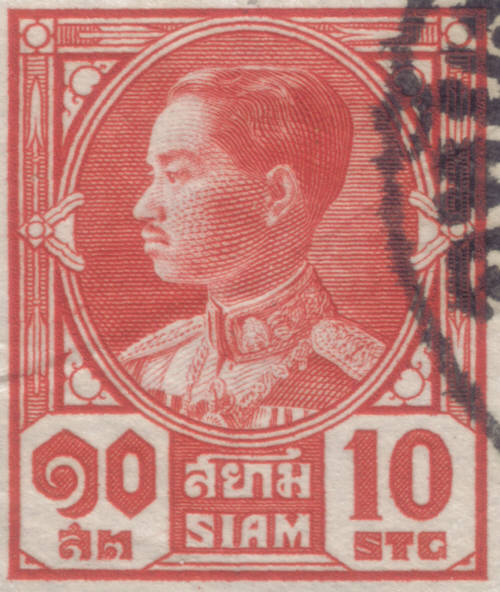
巴差提朴在位时的发行的邮票，注意邮票上的国名为暹罗

巴差提朴（皇家轉寫：Prajadhipok；1893年11月8日—1941年5月30日）即帕·巴·頌德·帕·博拉明·瑪哈·巴差提朴·帕·博告·昭育霍（พระบาทสมเด็จพระปรมินทรมหาประชาธิปก พระปกเกล้าเจ้าอยู่หัว）是暹罗（泰國）扎克里王朝第七位国王，1925年至1935年在位，亦稱拉玛七世（Rama VII）。
1932年夏天發生革命，實行君主立憲制，他成為名義上的君主，這次事件宣告了拉達那哥欣時期的終結。1935年退位，由其姪阿南塔·瑪希敦繼位。後移居英國。

## 簡介

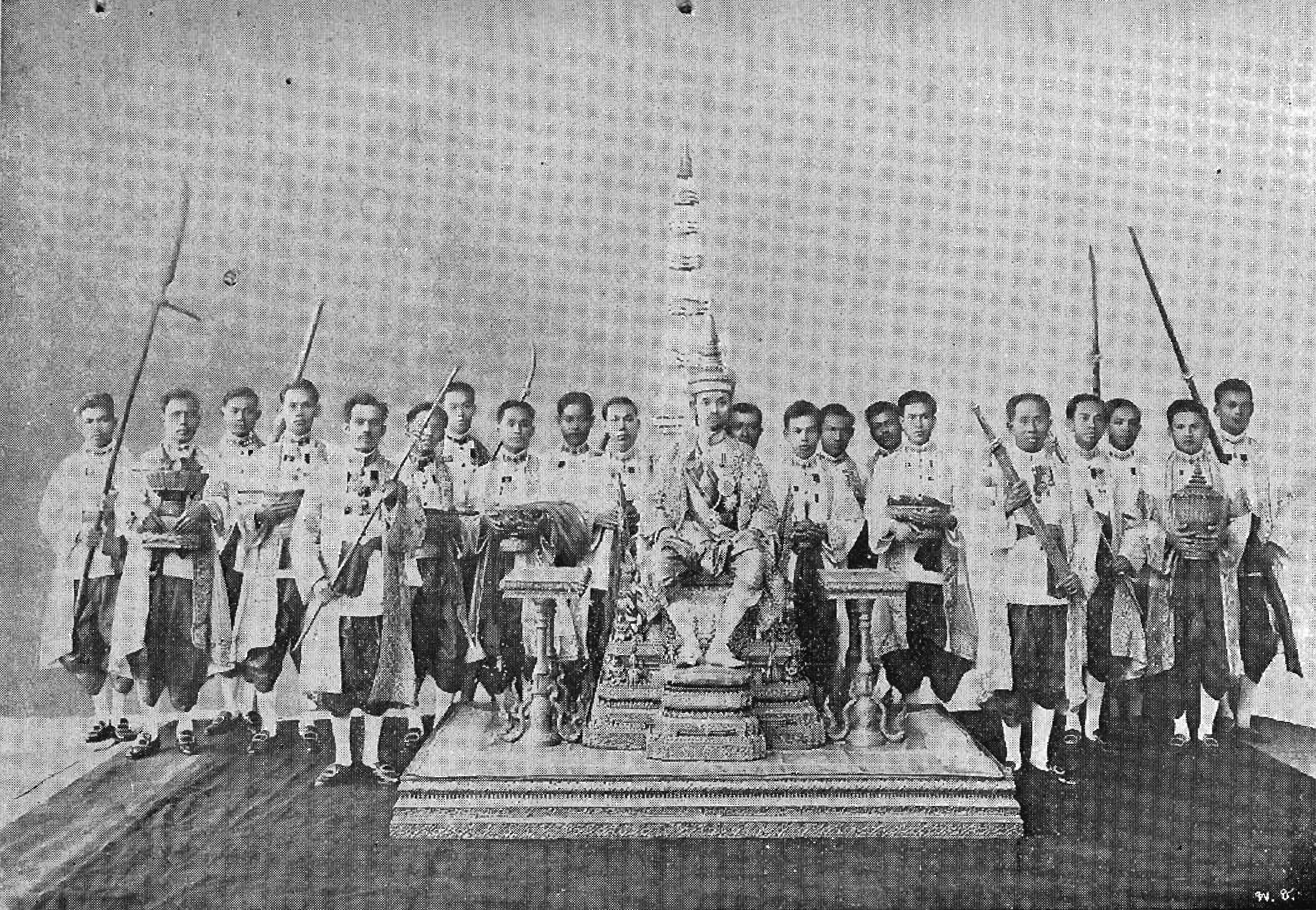
巴差提朴的加冕日。

巴差提朴是瓦栖拉兀的弟弟，在当时的王位继承顺序中本来其实排第二位。由于王储阿沙当·德差武在1925年2月意外早逝，他于1925年11月在并未准备充分的情况下登上了王位。即位不久就遇上世界经济危机（大萧条），暹罗亦未能幸免。这位从小在欧洲受教育长大的年轻国王出于节省开支的初衷，解雇了大量宫中劳力。这却引起了普遍的不满，再加上当时糟糕的经济形势，最终导致了1932年夏天的革命，成立了君主立宪制政府。新政府给了国王两个选择：把权力交给议会继续作国王（君主立宪）或者直接退位。巴差提朴选择了保留王位。他当时做了以下著名的答复：“为了使成立君主立宪政府的过程能够尽可能柔和地进行，我同意成为一个傀儡。”新宪法最终于1932年12月10日颁布。
1935年3月2日，新政府几乎完全违反了民主化的初衷，而他则感到自己对此已几乎无能为力。同意成為傀儡的巴差提朴還是退位了，他最终选择禪位給他的侄子阿南塔瑪希敦。後來他以養病为由，移居英国，并于第二次世界大战期间卒於該地。